# Gooswijn Moedel van Mierlo
Gooswijn Moedel van Mierlo was een van de eerste heren van Mierlo. Volgens een document uit 1256 was hij in dat jaar aan de macht. Hij had enkele jaren daarvoor zijn vader opgevolgd. 
Gooswijs Moedel trouwde met Elisabeth van den Bosch, een dochter van Makarius van den Bosch, welke in 1258 en 1262 schepen van 's-Hertogenbosch was. Er zijn ten minste vier kinderen van bekend:
- Hendrik II van Mierlo, de opvolger van Gooswijn Moedel en hoogschout van 's-Hertogenbosch
- Rover van Scheepstal, had bezittingen in Scheepstal bij Aarle-Rixtel
- Gooswijn van Mierlo, een kanunnik
- Rutger van den Hout, was schepen van Sint-Oedenrode en bewoner van Slot Ten Hout.

Gooswijn Moedel stierf tussen 1266 en 1286 en liet Mierlo na aan zijn oudste zoon Hendrik II van Mierlo.